# Lago Ožogino

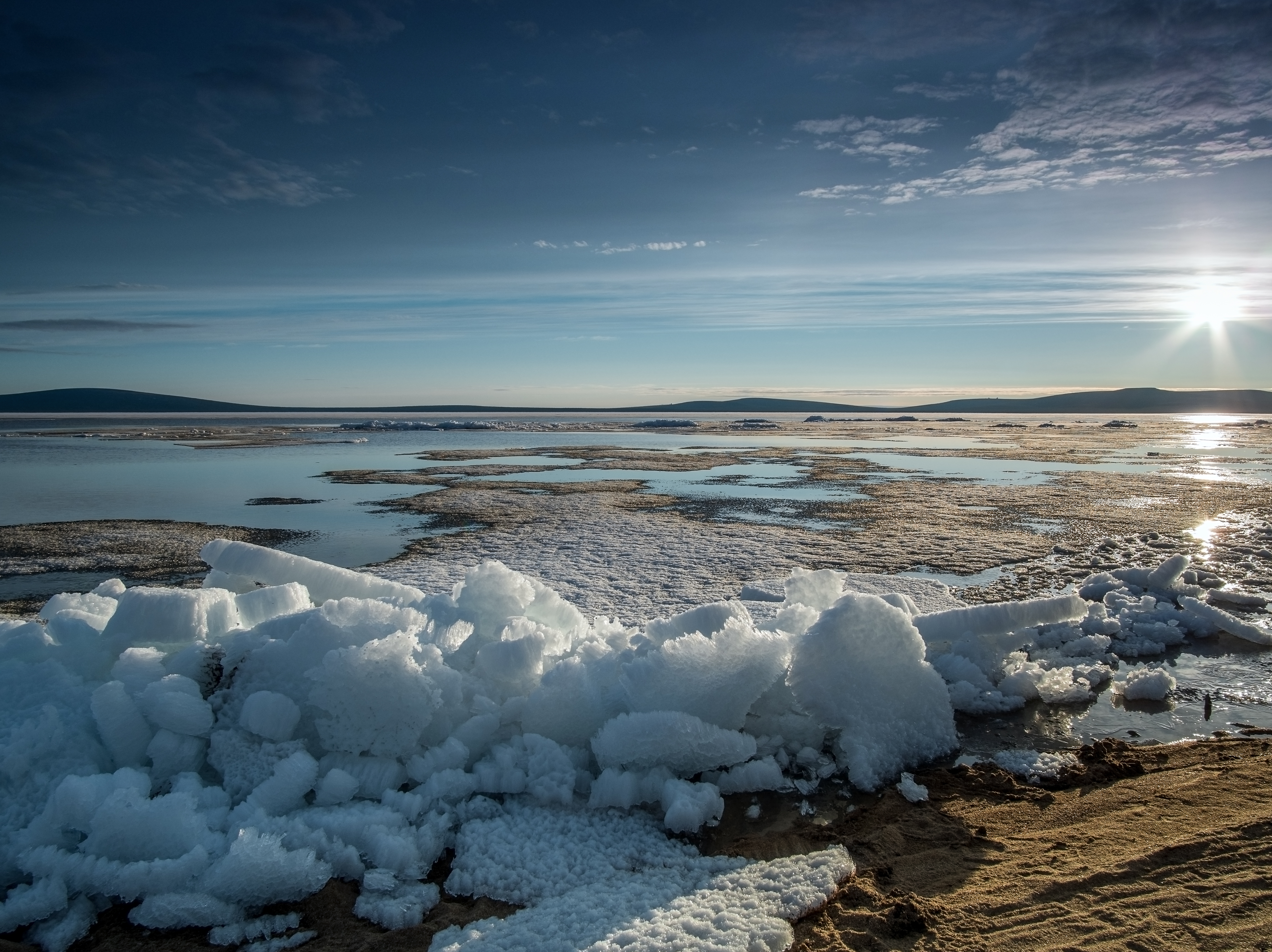
Il lago Ožogino

Il lago Ožogino (in russo Ожогино озеро?; in lingua sacha: Одьуогун күөл) è un lago d'acqua dolce della Russia siberiana orientale, si trova nell'Abyjskij ulus della Repubblica Autonoma della Sacha-Jacuzia.

## Descrizione
Il lago si trova nel bacino del fiume Indigirka, nella zona del suo medio corso (a ovest del fiume), nel bassopiano di Abyj che è parte della più ampia pianura della Siberia orientale, ed è collocato alle pendici sud-orientali delle Alture Polousnyj. A breve a distanza, a est, si trova il lago Suturuocha.
Esteso per 157 km², ha una lunghezza di 19,3 km per 12 km di larghezza. Emissario è il canale Ožogin (lungo 16 km) che scorre dalla sponda meridionale del lago e che si immette nel fiume Urundžar, affluente di sinistra dell'Indigirka.  Il lago è ghiacciato tra la fine di settembre e giugno.
Con il decreto governativo della Repubblica Sacha del 6 marzo 1996 n. 95 nel 1996, è stata creata la riserva naturale «Lago Ožogino» entro i confini amministrativi degli ulus Abyjskij e Allaichovskij per proteggere l'ittiofauna del lago, preservare e riprodurre le rotte migratorie del coregone lungo il canale Ožogin durante il periodo della deposizione delle uova, quando il pesce entra nel lago dal fiume Indigirka e poi riparte. La superficie totale del territorio è di 203 756 ettari. Il lago contribuisce anche alla conservazione di uccelli acquatici, animali da pelliccia e ungulati selvatici, uccelli rari e il loro habitat.